# 솔방울샘종
솔방울샘종(pinealoma), 송과체종, 또는 송과선종은 뇌 속 시상 상부에 위치하는 솔방울샘(송과선)에서 생기는 종양이다. 솔방울샘 영역 종양은 상대적으로 매우 드물며, 다양한 예후를 보이는 여러 세부 질병이 포함될 수 있다.

## 증상
솔방울샘은 일주기에 관여하는 호르몬의 일종인 멜라토닌을 분비하는 내분비기관이다. 종양 증식에 의해 솔방울샘이 기능을 하지 못 하게 되면 활동일 주기의 조절 기능을 잃어버릴 수 있다. 소아의 경우, 솔방울샘종에 의해 소아의 솔방울샘이 파괴되면 성조숙증이 생기기도 한다.
기타 증상으로는 물뇌증(수두증), 보행 장애 등이 있다.

## 종류
종류는 다음과 같다.
- 솔방울샘종(pineocytoma)
- 중간 분화의 솔방울샘 실질 종양(PPTID; pineal parenchymal tumour of intermediate differentiation)
- 솔방울샘모세포종(송과체모세포종; pineoblastoma)
- 솔방울샘 부위의 유두상 종양(papillary tumor of the pineal region)
- 조직형성 점액성 종양(desmoplastic myxoid tumor, SMARCB1-mutant)

## 진단

### 영상의학
CT에서 솔방울샘에 위치하는 경계가 잘 지어지는 구형의 종괴로 보인다. 석회화를 동반할 수 있다. MRI에서 T1 강조 영상의 저신호강도 또는 등신호강도, T2 강조 영상에서 고신호강도를 보이는 경향이 있다. 조영증강영상에서 균질한 조영증강을 보여 낭종과 구별할 수 있다.